# 第49屆威尼斯影展
第49届威尼斯影展於1992年9月1至12日舉辦。

## 評審團
以下人物組成1992年評審團：
- 丹尼斯·霍珀（主席）
- 伊利·曼佐（主席）
- 吉安尼·阿梅利奥
- 安妮·布荷雪（英语：Anne Brochet）
- 尼爾·喬丹
- 漢尼夫·庫雷什（英语：Hanif Kureishi）
- 恩尼奥·莫里科内
- 麥可·瑞奇（英语：Michael Ritchie (film director)）
- 賈克·希克利耶（法语：Jacques Siclier）
- 費南多·索拉納斯
- 希拉·惠特科爾（英语：Sheila Whitaker）

## 官方單元

### 競賽電影
| 中文片名                 | 原文片名                          | 導演               | 製作國家      |
| ------------------------ | --------------------------------- | ------------------ | ------------- |
| 《缺席》                 | Die Abwesenheit                   | 彼得·汉德克        | 德国          |
| 《梦往澳洲海》           | La discesa di Aclà a Floristella  | 奧萊裡歐·葛林馬蒂  | 義大利        |
| 《少男少女的故事》       | Fratelli e sorelle                | 普皮·艾瓦帝        | 義大利        |
| 《追逐蝴蝶》             | La Chasse aux papillons           | 奧達·伊奧塞里安尼  | 法國          |
| 《一個拿坡里數學家之死》 | Morte di un matematico napoletano | 馬利歐·馬爾多那    | 義大利        |
| 《大亨遊戲》             | Glengarry Glen Ross               | 詹姆斯·弗雷 (导演) | 美国          |
| 《瓜尔瓦尔》             | Guelwaar                          | 乌斯曼·塞姆班      | 塞内加尔      |
| 《同妻共夫》             | Jamón Jamón                       | 比加斯·卢纳        | 西班牙        |
| 《今生情未了》           | Un cœur en hiver                  | 克勞德·梭特        | 法國          |
| 《进退两难》             | In the Soup                       | 亚历山大·洛克威尔  | 美国          |
| 《巴黎警察》             | L.627                             | 贝特朗·塔维涅      | 法國          |
| 《最后一跳》             | O Último Mergulho                 | 朱奧·西薩·蒙岱羅   | 葡萄牙        |
| 《豪华大饭店》           | Hotel de Lux                      | 丹·皮塔            | 羅馬尼亞      |
| 《奥利维耶，奥利维耶》   | Olivier, Olivier                  | 阿格涅絲卡·霍蘭    | 法國          |
| 《美麗佳人歐蘭朶》       | Orlando                           | 莎莉·波特          | 英国          |
| 《鼠疫》                 | La Peste                          | 路易斯·普恩佐      | 阿根廷        |
| 《殺機邊緣人》           | Raising Cain                      | 布赖恩·德帕尔马    | 美国          |
| 《伤感警察》             | Chuvstvitelnyy militsioner        | 琪拉·穆拉托娃      | 乌克兰、 法國 |
| 《秋菊打官司》           | 《秋菊打官司》                    | 张艺谋             | 中国          |
| 《井》                   | Kaivo                             | 佩卡·萊赫托        | 芬兰          |

## 獎項
- 金獅獎：《秋菊打官司》 — 张艺谋
- 評審團特別獎：《一個拿坡里數學家之死（英语：Death of a Neapolitan Mathematician）》 — 馬利歐·馬爾多那
- 銀獅獎：
  - 克勞德·梭特（英语：Claude Sautet） —  《今生情未了（英语：Un coeur en hiver）》
  - 比加斯·卢纳 —  《同妻共夫（英语：Jamón Jamón）》
  - 丹·皮塔（英语：Dan Pița） —  《豪华大饭店（英语：Luxury Hotel）》
- 沃爾庇杯：
  - 最佳男演員：傑克·萊蒙 — 《大亨遊戲（英语：Glengarry Glen Ross）》
  - 最佳女演員：鞏俐 — 《秋菊打官司》
- 義大利參議員主席金獎：
  - 乌斯曼·塞姆班 — 《瓜尔瓦尔（英语：Guelwaar）》
- 職業金獅獎：
  - 弗朗西斯·科波拉
  - 珍妮·摩露
  - 保羅·維納覺（英语：Paolo Villaggio）
- 觀眾獎：
  - 高蘭·帕斯卡耶維奇（英语：Goran Paskaljević） — 《阿根廷探戈》
- 費比西獎:
  - 克勞德·梭特（英语：Claude Sautet） — 《今生情未了（英语：Un coeur en hiver）》
  - 華汀·尚（英语：Vadim Jean） — 《我的爸爸是猪农（英语：Leon the Pig Farmer）》
  - 愛德加·萊茲（英语：Edgar Reitz） — 《第二故乡（英语：Heimat (film series)#The Second Heimat）》
- OCIC獎：
  - 莎莉·波特 — 《美麗佳人歐蘭朶》
- OCIC荣誉奖：
  - 史泰·康尼斯（英语：Stijn Coninx） — 《达恩斯教士（英语：Daens (film)）》
  - 鞏俐 —  《秋菊打官司》
- 彼得羅·比安奇獎：
  - 馬可·菲爾瑞（英语：Marco Ferreri）
- 艾尔薇拉·诺塔莉獎：
  - 莎莉·波特 — 《美麗佳人歐蘭朶》

## 外部鏈接
- 官方网站
- IMDb1992年威尼斯影展獎項 （页面存档备份，存于）